# Весело ми живемо
«Весело ми живемо» (англ. Merrily We Live) — американська комедійна мелодрама режисера Нормана Маклеода 1938 року.
Філм виявився надзвичайно успішним і отримав п'ять номінацій на премію Оскар, зокрема за найкращу жіночу роль другого плану, за найкращу операторську роботу, за найкращий звук.

## Сюжет
Дворецький Гросвенор виявляє за сніданком, що фамільне срібло вкрадено волоцюгою, якого господиня Емілі Кілборн прийняла під своє крило як шофера, у своїй останній спробі реформи пригріти і приголубити волоцюг, створюючи цим багато напруги серед інших членів сім'ї.
Ображена Емілі клянеться більше не брати участі в облагороджуванні «тих, що на дно», на превелику радість свого чоловіка і дорослих дітей, проте пізніше в їх двері стукає черговий «бродяга» Вейд Роулінс, який насправді є письменником.
У нього зламався автомобіль і він постукав, щоб подзвонити. Його бідний вигляд ввів в оману і дворецького, і дочок господині Джеррі, Маріон та й саму господиню. Не давши йому відкрити рота, кожен намагається поступити з ним по своєму: одні намагаються вигнати, в той час як сама господиня, забувши дане нею слово, знову спалахує благородним альтруїзмом — допомогти бідоласі.
Заінтригований письменник вирішує пограти з ними в їх гру (ось так і народжуються сюжети книг) та погоджується стати водієм господаря. Проти нього налаштовані рішуче всі — від дворецького до самого господаря, але і Вейд не ликом шитий. Зрештою, все повертається так, що й господареві він потрібен, і молодшенька з ним заграє, а старша просто закохана, а про господиню і говорити не доводиться, вона просто не від світу цього.

## У ролях
- Констанс Беннетт — Джеррі Кілборн
- Браян Агерн — Вейд Роулінс
- Алан Маубрей — дворецький Гросвенор
- Біллі Берк — Емілі Кілборн
- Петсі Келлі — Етта
- Енн Дворак — Мінерва Гарлан
- Том Браун — Кейн Кілборн
- Кларенс Колб — містер Кілборн
- Боніта Гренвілл — Маріон Кілборн
- Марджорі Рембо — місіс Гарлан
- Філіп Рід — Герберт Вілер
- Віллі Бест — Джордж
- Сідні Брейсі — другий дворецький
- Пол Евертон — сенатор Гарлан
- Марджорі Кейн — Роза